# Знаменский собор (Тюмень)
Знаменский собор — главный православный храм Тюмени (после сноса в 1932 году Благовещенского собора). Кафедральный собор Тобольской митрополии Русской православной церкви. До 1913 года — приходская церковь.

## История

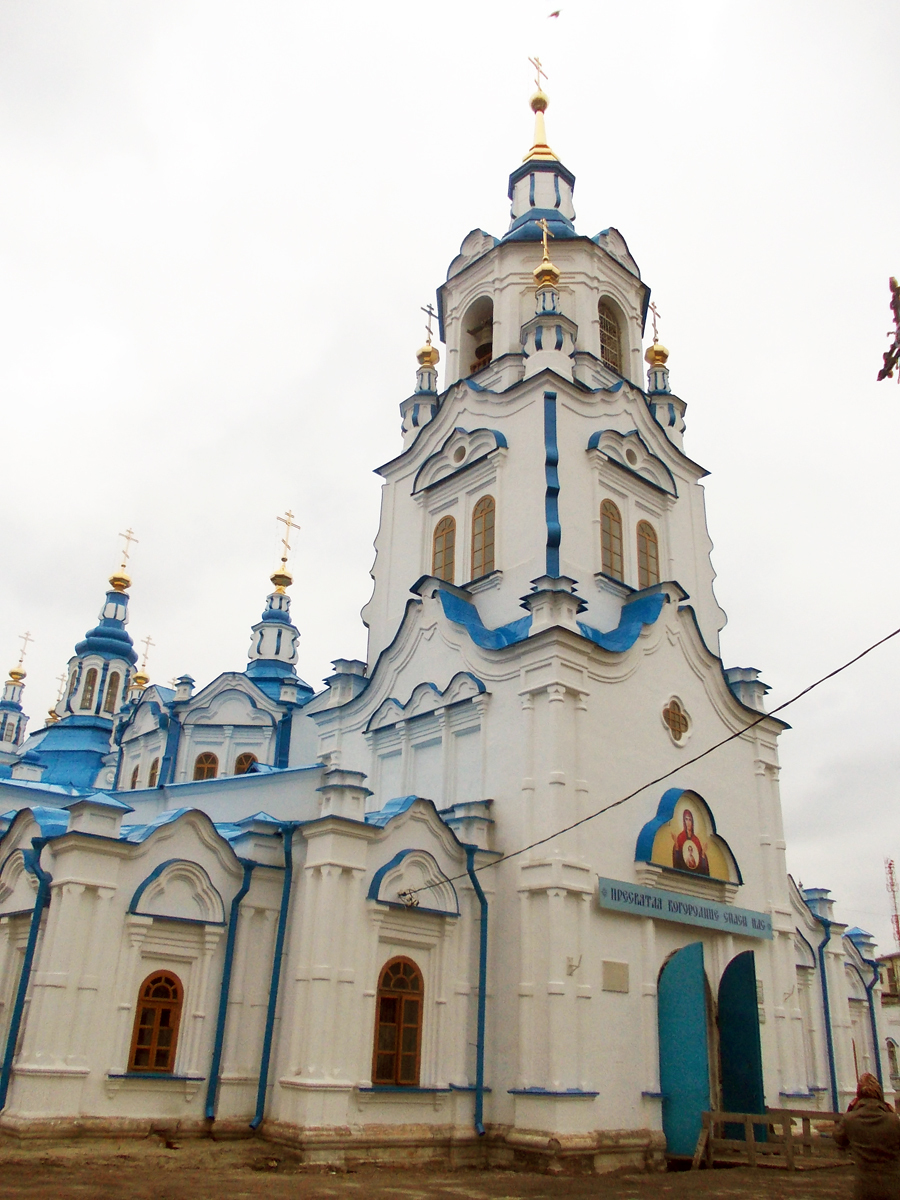
Знаменский кафедральный собор

Первая Знаменская церковь появилась в Тюмени в период с 1624 по 1659 годы. Это деревянное здание сгорело во время крупного городского пожара 1697 года, и на его месте построена вторая церковь, тоже погибшая во время городского пожара в 1766 году.
Строительство третьей уже каменной церкви началось 1 сентября 1768 года под прежним названием — во имя иконы Божией Матери «Знамение». Освящён он был спустя 33 года — 9 сентября 1801 года. По другой версии, годом окончания строительства считается 1786.
Первое здание каменной церкви, окрашенное в белый цвет, состояло из главного храма, притвора с колокольней, трапезной и крыльца. Придел во имя Иоанна Златоуста был тёплым для зимних богослужений, а Знаменский был предназначен только для лета.
Через 20 лет здание обветшало, а в 1820 году было отремонтировано. В 1821 году вместо деревянной ограды построена каменная с чугунными решётками и двумя воротами. В 1839 году под церковь залит каменный фундамент вместо просевшего старого.
С 8 августа 1848 года за избавление горожан от холеры в церкви совершалось празднование Божией Матери.
В 1850 году церковь снова ремонтировалась на средства прихожан. В конце XIX века придел Иоанна Златоуста сгорел и снова отстроен в 1901 году екатеринбургским купцом М. И. Ивановым. Над трапезной соорудили купол, колокольню увеличили на 1 ярус. В 1913 году в церкви провели торжество в честь переименования Знаменской церкви из приходской в соборную.
После Революции 1917 года и установления Советской власти священнослужители подверглись гонениям. 16 декабря 1929 года Знаменский собор закрыли, его здание передали под городской клуб физкультурников, хотя там поселились курсанты, а имущество церкви отошло государству. Здание собора использовалось также как пересыльная тюрьма и машинно-тракторная станция.
В период 1933—1941 годов церковь была передана верующим, а в годы Великой Отечественной войны здесь размещались военнослужащие. Церковь вновь передали под культовые нужды 9 октября 1945 года, согласно постановлению Совнаркома № 1325 от 28 ноября 1943 года «О порядке открытия церквей».
19 июня 1994 года в соборе впервые за много лет прошёл Крестный ход. В 2003 года у собора за счёт пожертвований прихожан заменили купола и кресты.